# Fight Club (Film)
Fight Club (von englisch fight ‚Kampf‘) ist ein US-amerikanischer Psychothriller des Regisseurs David Fincher aus dem Jahr 1999 nach dem gleichnamigen Roman von Chuck Palahniuk.

## Handlung
Der namentlich nicht genannte Protagonist und Erzähler arbeitet für den fiktiven Autohersteller FMC in einer US-amerikanischen Großstadt als Rückrufkoordinator und führt ein nach außen unauffälliges, an oberflächlichem Konsum orientiertes Leben. Er verabscheut seinen Beruf und leidet seit geraumer Zeit an Schlaflosigkeit. Um diese zu lindern, nimmt er an Selbsthilfegruppen für chronisch Kranke teil, indem er vorgibt, selbst unheilbar krank zu sein. Die Anteilnahme der Gruppenmitglieder beseitigt die Schlaflosigkeit des Protagonisten, bis er dort Marla Singer kennenlernt. Sie ist wie er eine Simulantin, die ebenfalls ungerechtfertigt an Selbsthilfegruppen teilnimmt. Als er dies erkennt, fühlt er sich ertappt und unbehaglich und kann wieder nicht schlafen.
Sein Leben verändert sich radikal, als er auf einer Dienstreise im Flugzeug den dubiosen Seifenhändler Tyler Durden trifft. Nachdem die Eigentumswohnung des Protagonisten bei einer Explosion zerstört worden ist, wendet er sich spontan an Tyler und trifft sich mit ihm in einer Kneipe. Als der Protagonist erwähnt, dass er ein Hotel braucht, suggeriert ihm Tyler, er könne einfach ihn fragen. Nach einigem Zureden bittet der Protagonist ihn um eine Schlafgelegenheit, die er bekommt. Tyler bittet ihn, ihn so hart wie möglich zu schlagen. Daraus resultiert eine sonderbar freundschaftliche Prügelei, bei der sich der Protagonist eigentümlich lebendig fühlt. Als Folge zieht er dauerhaft bei Tyler ein, der sich in einer verlassenen, völlig verwahrlosten Villa einquartiert hat.
Nach weiteren Kämpfen in der Öffentlichkeit schließen sich ihnen weitere Männer an, die ebenfalls den Nervenkitzel regelmäßiger Schlägereien suchen. Tyler und der Protagonist gründen daraufhin den Fight Club. Die Männer treffen sich regelmäßig zu Kampfabenden im Keller einer Bar. Diese Art von Geheimloge ist für den Protagonisten die neue Form einer Selbsthilfegruppe – er ist glücklich. Eines Tages bittet Marla ihn nach Einnahme einer Überdosis Schlaftabletten telefonisch um Hilfe. Der Protagonist ignoriert sie, doch kümmert sich Tyler um Marla, woraufhin beide eine heftige Affäre miteinander beginnen. Tyler bittet den Protagonisten darum, niemals mit Marla über Tyler zu reden, woran sich der Protagonist auch hält. Parallel dazu verhindert der Protagonist mit einer List seine sich abzeichnende Kündigung: Zum einen erpresst er seinen Arbeitgeber mit der Wahrheit, dass dieser Autos herstellt, die nicht den Sicherheitsstandards entsprechen. Im Büro seines Vorgesetzten verprügelt er sich zudem vor dessen Augen selbst, gibt aber seinem Chef die Schuld daran und bewirkt so, dass er fortan als „freiberuflicher Berater“ weiterhin volles Gehalt bezieht, ohne arbeiten zu müssen.
Tyler gründet derweil ohne Wissen seines Mitbewohners das Projekt Chaos, wofür er Gleichgesinnte aus dem Fight Club rekrutiert und in seinem Haus unterbringt. Diese strikt hierarchisch durchorganisierte Truppe unternimmt Angriffe auf die öffentliche Ordnung, bis es zu einem Todesfall in den eigenen Reihen kommt. Der Protagonist, der unter immer stärkeren Schlafstörungen und Erinnerungslücken leidet, bemerkt nun, dass er die Einsicht in Tyler und dessen Pläne verloren hat. Als Tyler plötzlich verschwindet, begibt sich der Protagonist auf dessen Fährte. Er erfährt, dass Tyler landesweit weitere Fight Clubs gegründet hat, um die herrschende Ordnung umzustürzen. Dabei bemerkt er zu seiner Bestürzung, dass er selbst von allen für Tyler gehalten wird.
Nachdem der Protagonist am Telefon mit Marla über Tyler geredet und damit Tylers Regel gebrochen hat, woraufhin auch Marla ihn zu seinem Entsetzen Tyler nennt, taucht plötzlich Tyler in einer Ecke des Hotelzimmers des Protagonisten auf und offenbart diesem die Wahrheit: Er hat eine dissoziative Identitätsstörung. Er selbst ist Tyler Durden, der als eigenständige Person nur in seiner Vorstellung existiert, eine souveräne und anarchistische Person, die all das ist und tut, was er nie sein oder tun konnte. Der Protagonist selbst agierte vollständig als „Tyler“, wenn er zu „schlafen“ glaubte, manchmal beobachtete er sich quasi selbst, wenn er als „Tyler“ agiert, und manchmal hatte er selbst die Kontrolle. Er selbst hat sich damals vor der Kneipe verprügelt, er selbst hat seine alte Wohnung und sein altes Leben gesprengt. Als „Tyler“ hatte er selbst die Affäre mit Marla (die von seinem widersprüchlichen Verhalten ihr gegenüber verletzt ist) und hat in diesem Zustand auch einen Plan in Gang gesetzt, den der Protagonist nun aufzuhalten versucht: Die Zentralen aller Kreditkartenunternehmen sollen in die Luft gesprengt werden, um das Finanzwesen kollabieren zu lassen, Chaos zu verursachen und jeden Menschen noch einmal „von Null“ anfangen zu lassen.
„Tyler“ hat jedoch für den Fall vorgesorgt, dass sich sein „alternatives Ich“ gegen ihn wenden könnte: Die überall anzutreffenden Angehörigen des Projekt Chaos stellen sich nun gegen den Protagonisten, und er kann ihnen nur knapp entkommen. In einem Wolkenkratzer kommt es zum Endkampf zwischen dem Protagonisten und seinem anderen „Ich“ – wie zuvor verprügelt sich der Protagonist also faktisch selbst, wobei seine „Tyler“-Seite zunächst die Oberhand behält. Szenen des Kampfes aus der „neutralen“ Sicht von Überwachungskameras zeigen, dass „Tyler“ und der Protagonist tatsächlich nur eine einzige Person sind. Der Protagonist überzeugt „Tyler“, dass er sich – und damit beide Versionen seiner selbst – umbringen wird. Er schießt sich selbst in den Mund, woraufhin man „Tyler“ mit einem Loch im Hinterkopf zu Boden fallen sieht. Der Protagonist hingegen überlebt – er hat sich offenbar lediglich durch die Wange geschossen. „Tylers“ Werk kann jedoch nicht mehr aufgehalten werden. Gemeinsam mit Marla, die eigentlich in einem Bus hätte fliehen sollen, aber von den Mitgliedern des Projekt Chaos zum Wolkenkratzer gebracht worden ist, betrachtet der Protagonist die Zerstörung der Finanzgebäude.

### Besonderheiten
- Während des Filmes wird der Name des Protagonisten und Erzählers nicht genannt. In den Selbsthilfegruppen verwendet er verschiedene Namen wie Rupert, Travis oder Cornelius. In Sekundärliteratur und Rezensionen wird der Erzähler manchmal Jack genannt, was auf eine Reihe von Zitaten nach dem Muster „Ich bin Jacks Medulla oblongata / Ich bin Jacks vergeudetes Leben / Ich bin Jacks vollkommenes Defizit an Überraschung“ (etc.) zurückzuführen ist. Er zitiert dabei aber aus einer Zeitschrift.
- Tyler ist in mindestens vier Einstellungen für den Bruchteil einer Sekunde (für einen Frame) zu sehen, bevor ihn der Protagonist überhaupt im Flugzeug „kennenlernt“.[4]
- Im Film ist zu sehen, wie Tyler als Filmvorführer arbeitet und dabei kurze Einstellungen aus pornografischen Filmen in Kinderfilme schneidet. Dies wird wieder aufgegriffen, als am Ende der Schlussszene von Fight Club für einen kurzen Moment das Bild eines Penis gezeigt wird.
- Der Film durchbricht mehrmals die Vierte Wand. So spricht der Protagonist den Zuschauer direkt an, als er Tylers Arbeit vorstellt. In einem anderen Beispiel richtet Tyler die Waffe auf den Protagonisten. Bezogen auf den Anfang des Films, an dem die Szene bereits gezeigt wurde, sagt der Protagonist „Mir fällt noch immer nichts ein“, was Tyler mit „Rückblendenhumor“ kommentiert.
- In auffällig vielen Szenen des Films ist ein Kaffee-Becher zu sehen.[5]
- Beim Einlegen der DVD erscheint zu Beginn neben dem üblichen Warnhinweis noch ein zweiter. Dieser wird Tyler Durden zugeschrieben und ist sozialkritisch. Am Ende der Warnung steht: „You have been warned … Tyler.“[6]

### Anspielungen auf andere Filme
- Die Namen, die der Protagonist für sich in den Selbsthilfegruppen wählt, beziehen sich entweder auf Figuren aus Planet der Affen oder sind Anspielungen auf Filmrollen von Robert De Niro.[7]
- Während der Dreharbeiten versuchten die beiden Hauptdarsteller, Szenen aus Wes Andersons Komödie Durchgeknallt, von der sie beide begeistert waren, einzubringen. Hierbei entstand der „Koh-Koh“-Ruf, den Tyler während des „Fettdiebstahls“ an sein Alter Ego richtet, um ihm zu signalisieren, die Luft sei rein: In Durchgeknallt nutzt eine der Hauptfiguren diesen Ruf, um seinem Freund bei der Flucht aus einem psychiatrischen Krankenhaus zu helfen.[8]
- In der Szene, in der Tyler Durden nachts im Freien den asiatischen Verkäufer eines Liquor Stores mit einem nicht geladenen Revolver bedroht, ruft Tyler Durden den Satz „Lauf, Forrest, lauf!“. Dies ist ein Zitat aus dem Spielfilm Forrest Gump aus dem Jahre 1994.
- Als Marla und der Erzähler das Restaurant verlassen und der Erzähler sie auffordert wegzufahren, sieht man im Hintergrund ein Kino, in dem Sieben Jahre in Tibet läuft, in welchem Brad Pitt mitspielt. In einer anderen Szene, in der die Mitglieder des Fight Club ihr Unwesen in einer Videothek treiben, hängt im Schaufenster ein blau beleuchtetes Plakat des Science-Fiction-Films Independence Day aus dem Jahre 1996. In einem Regal der Videothek steht zudem der erste Teil der Science-Fiction-Filmreihe Alien von 1979. Beim dritten Teil der Alien-Reihe von 1992 hatte David Fincher Regie geführt.

## Produktion

### Drehorte

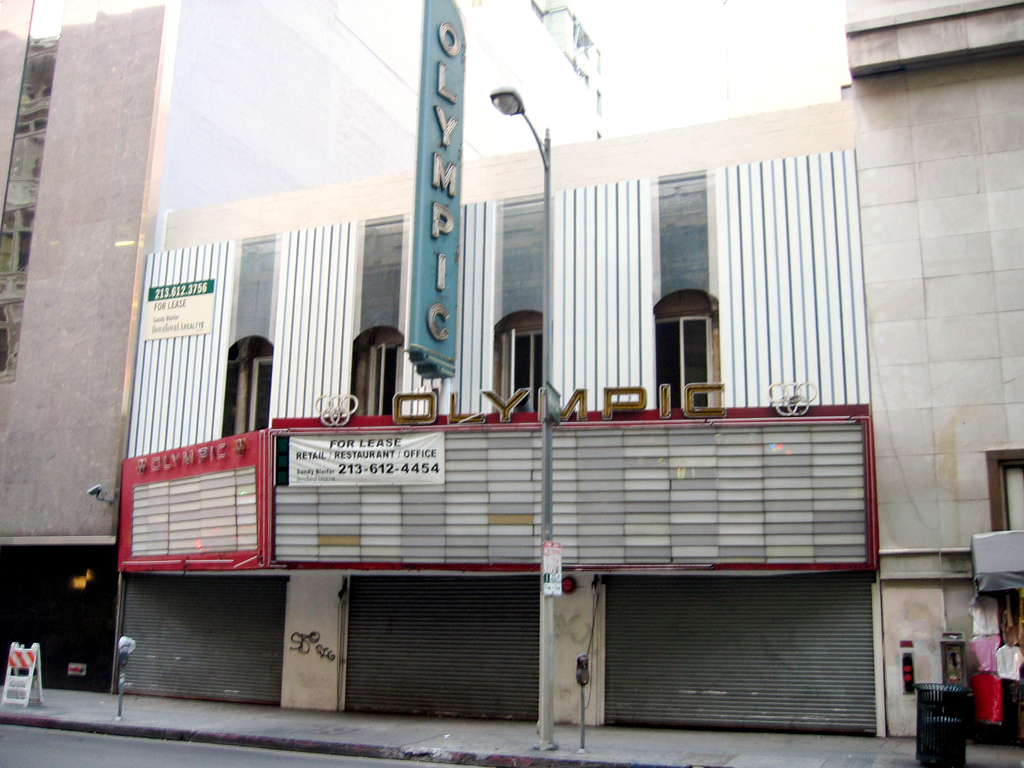
Das Olympic Cinema, an der West Eighth Street, Los Angeles

Die Stadt, in der der Großteil der Handlung spielt, ist Wilmington in Delaware. Gedreht wurde der Film jedoch in Los Angeles.
Viele Drehorte sind inzwischen bereits geschlossen, wie das Restaurant, in dem Marla von der gespaltenen Persönlichkeit des Erzählers erfährt (Clifton’s Silver Spoon Cafeteria). Auch die Bar (Lou’s Tavern), vor der sich die beiden Hauptfiguren das erste Mal prügeln, wurde inzwischen abgerissen.
Einige Drehorte sind in Los Angeles jedoch immer noch auffindbar. So entstand bei den Promenade Towers beispielsweise die Außenansicht der brennenden Wohnung des Protagonisten. Das Hotel, in dem Marla wohnte (Bristol Hotel), existiert immer noch und bietet heute niedrigpreisige Einzimmerwohnapartments an. Das Restaurant, in dem Tyler das Essen verunreinigt, gehört zum Millennium Biltmore Hotel, in dem unter anderem auch Szenen von Beverly Hills Cop, Ghostbusters – Die Geisterjäger und Independence Day entstanden sind.
Als Marla in den Bus steigt, ist im Hintergrund ein Kino zu sehen, an dem Werbung für Sieben Jahre in Tibet angeschlagen ist, in dem Brad Pitt die Hauptrolle spielte. Es handelt sich dabei um das Olympic Cinema an der West Eighth Street in Los Angeles.

### Musik
Die Filmmusik wurde nicht wie bei den meisten Filmen von einem Orchester eingespielt, sondern von den Dust Brothers produziert. Es handelt sich dabei um elektronische Musik ähnlich dem Downbeat, mit vielen Soundeffekten, die besonders gegen Ende des Filmes die verstörende Wirkung auf den Zuschauer noch verstärkt. Bei der Veröffentlichung auf CD wurde die chronologische Reihenfolge des Filmes nicht eingehalten, stattdessen sind die Stücke eher thematisch zusammengefasst worden:
Fight Club – Original Motion Picture Score (Gesamtlänge 1:04:15)
1. Who Is Tyler Durden? (5:03)
2. Homework (4:37)
3. What Is Fight Club? (4:44)
4. Single Serving Jack (4:15)
5. Corporate World (2:43)
6. Psycho Boy Jack (2:58)
7. Hessel, Raymond K. (2:49)
8. Medulla Oblongata (6:00)
9. Jack's Smirking Revenge (3:59)
10. Stealing Fat (2:22)
11. Chemical Burn (3:35)
12. Marla (4:22)
13. Commissioner Castration (3:07)
14. Space Monkeys (3:19)
15. Finding the Bomb (6:51)
16. This Is Your Life (3:31)

Es erschien auch eine Single-Auskopplung des Stückes This Is Your Life. Dieses Lied ist ein Remix der Musik, die während des Autounfalls zu hören ist (auf dem Album Medula oblongata genannt), bei der Zitate aus dem Film von Brad Pitt eingesprochen wurden. Neben dem Score der Dust Brothers taucht Musik noch in zwei weiteren Szenen des Filmes auf. Goin’ Out West von Tom Waits, wird gespielt, als der erste Fight Club im Keller einer Kneipe eingerichtet wird. In der letzten Einstellung des Filmes ist, während die Hochhäuser der Kreditkartenunternehmen gesprengt werden, Where Is My Mind? von den Pixies zu hören. Diese Szene wurde vom Musiksender MTV Anfang 2008 im Rahmen der Sendung MTV Masters Magic Music Moments in Movies auf Platz 1 der „Most Magic Music Moments in Movies“ gewählt.

### Deutsche Fassung
Die deutsche Synchronisation entstand nach einem Dialogbuch und unter der Dialogregie von Frank Schaff im Auftrag der Interopa Film GmbH in Berlin.
| Figur                        | Darsteller           | Deutscher Sprecher |
| ---------------------------- | -------------------- | ------------------ |
| Protagonist/Erzähler         | Edward Norton        | Andreas Fröhlich   |
| Tyler Durden                 | Brad Pitt            | Tobias Meister     |
| Marla Singer                 | Helena Bonham Carter | Sandra Schwittau   |
| Robert „Bob“ Paulson         | Meat Loaf            | Stefan Fredrich    |
| Richard Chesler              | Zach Grenier         | Bernd Rumpf        |
| Angel Face                   | Jared Leto           | Julien Haggège     |
| Thomas                       | David Andrews        | Bernd Schramm      |
| Flughafen-Sicherheitsbeamter | Bob Stephenson       | Peter Reinhardt    |
| Der Mechaniker               | Holt McCallany       | Thomas Nero Wolff  |
| Ricky                        | Eion Bailey          | Simon Jäger        |

## Veröffentlichung

### Auswertung
Kommerziell gesehen war Fight Club zunächst kein großer Erfolg. Bei einem Budget von 63 Millionen US-Dollar (exklusive der Kosten für Marketing) gelang es ihm zwar, sich in der ersten Woche nach Veröffentlichung auf Platz 1 der Kinohitparade zu platzieren, allerdings betrug das US-Gesamteinspielergebnis nur 37 Millionen US-Dollar. Obwohl der Film außerhalb der Vereinigten Staaten erfolgreich war und weitere knapp 64 Millionen US-Dollar hinzukamen, wurde er als Misserfolg angesehen, so dass der damalige Chef des Studios 20th Century Fox, Bill Mechanic, zum Rücktritt gezwungen war. Nach eigenen Angaben kam es zu einer persönlichen Auseinandersetzung Mechanics mit dem Besitzer des Studios, Rupert Murdoch. Mit dem Erscheinen der Special Edition auf DVD am 16. November 2007 wurde aus dem Film später aber ein großer kommerzieller Erfolg. Begünstigt wurde dies durch die reichhaltige Ausstattung der Erstveröffentlichung: Auf zwei DVDs im Steelbook war umfangreiches Zusatzmaterial wie unveröffentlichte Szenen, Trailer, Internetspots und Kommentare von Regisseur David Fincher, Brad Pitt und Helena Bonham Carter zu finden.

### Alternatives Ende für den chinesischen Markt (2022)
Für den chinesischen Markt wurde vom Streamingdienstanbieter Tencent Video ein alternatives Ende produziert; ob die Filmproduzenten dem zugestimmt haben, ist unklar. Am Ende der neuen Variante werden das Chaos und die Zerstörung durch das Eingreifen eines starken Staates vermieden; der Protagonist wird in einer psychiatrischen Klinik geheilt. Der Autor des Buches, Palahniuk, fand den Schluss mehr der Vorlage entsprechend und die chinesische Version „super wonderful“. Zudem sei „wirklich interessant […], dass meine Bücher in den ganzen USA weitreichend verboten sind. Aber es ist nur ein Problem, wenn China das Ende eines Films ändert? Ich habe mich schon lange mit den Bücherverboten abgefunden.“

## Interpretation
Von Kritikern wurde der Film zumeist als kritische Auseinandersetzung mit dem in westlichen Gesellschaften vorherrschenden Konsumismus gesehen. Der Film enthält viele Ideen des Anarchismus, vor allem von dessen konsum- und zivilisationskritischer Teilströmung des Primitivismus. So wurden auch Parallelen zwischen Tyler Durden bzw. seinem „Projekt Chaos“, welches durch Bombenanschläge auf Kreditkartenfirmen einen revolutionären Zusammenbruch des Systems bewirken sollte, und dem primitivistischen „Unabomber“ Theodore Kaczynski mit seiner Ablehnung der westlichen Gesellschaft gezogen. Für die Tatsache, dass der Film von dessen Theorie inspiriert wurde, spricht neben der ideologischen Ähnlichkeit auch, dass das Buch, auf dem er basiert, 1996 geschrieben und veröffentlicht wurde, also in der Zeit unmittelbar nach der Veröffentlichung seines Manifests Ende 1995 sowie seiner Ergreifung Anfang 1996. Zudem enthält der Film Anspielungen auf Kaczynski, so beispielsweise die Zerstörung eines Computerladens durch „Projekt Chaos“.
Die Transformation der antimaterialistischen Fight Clubs zu einer faschistisch anmutenden Organisation wiederum deuten manche als satirische Kritik an Anarchismus und Nihilismus, die der Film für viele eigentlich positiv zu repräsentieren scheint, viele andere (darunter Robert von Dassanowsky) aber als schlichten Versuch der Erklärung des Entstehens faschistischer Strukturen. Auch eine Auseinandersetzung mit Konzepten der Männlichkeit wird oft als ein Hauptanliegen des Films angeführt.
Der Film weist zudem eine Vielzahl von Elementen des Zen-Buddhismus auf. Das Ende, in welchem sich die Identität des Protagonisten auflöst und dieser „loslässt“, kann als buddhistische Erleuchtungserfahrung interpretiert werden („Ego-Tod“). Im Zuge dieser bringt er seinen spirituellen Lehrer Tyler um und folgt damit zudem der verbreiteten Zen-Weisheit „Wenn du Buddha triffst, töte ihn.“
Eine alternative Interpretation betrachtet den Film als schlichte Darstellung der Verarbeitung eines Psychotraumas durch den Protagonisten.

## Rezeption

### Kritik
Als Fight Club im Oktober 1999 erschien, war die Meinung der Kritiker über den Film gespalten; besonders die Darstellung von Gewalt stieß nach dem Amoklauf an der Columbine High School im April des Jahres nicht überall auf Zustimmung. Roger Ebert etwa nannte ihn einen „fascist big-star movie“ und „macho porn“. Die New York Times hingegen beurteilte ihn besser als den im selben Jahr erschienenen und mit fünf Oscars ausgezeichneten Film American Beauty, der ähnliche Motive der Kritik am „American Way of Life“ und der westlichen Gesellschaft im Allgemeinen verfolgt.
In der Rückschau hat sich die Einschätzung des Films gebessert, was sich auch in den Auswertungen US-amerikanischer Aggregatoren widerspiegelt. So erfasst Rotten Tomatoes überwiegend wohlwollende Besprechungen und ordnet den Film dementsprechend als „Zertifiziert Frisch“ ein. Laut Metacritic fallen die Bewertungen im Mittel „Grundsätzlich Wohlwollend“ aus. Und They Shoot Pictures, Don’t They? zählt den Film zu den 1000 angesehensten Werken der Filmgeschichte. Unter den von den Nutzern der IMDb am besten bewerteten Filmen der 1990er befindet sich Fight Club auf Platz 4 und liegt insgesamt auf Platz 12.

„Der Film verrät den ambitionierten Wunsch, eine Synthese aus groß angelegter Hollywood-Produktion und europäischem Autorenkino herbeizuführen, um damit etwas Drittes, völlig Neues zu schaffen. Ein trotz seines Scheiterns achtbares Unterfangen.“

„Eine Splittergranate von Film, die präzise zwischen den Schenkeln von Klatsch und Kommerz, Hochglanz und Hollywood-Society zündet. […] Mit Fight Club hat Fincher das Kino, das wir kennen, in seine Bestandteile zerlegt, um im selben Atemzug Neues anzubieten. Vor allem Anarchie.“

„Selten wurde effektvoller vorgeführt, wie Orientierungslosigkeit und Lebensüberdruss in den Faschismus führen können.“

„Natürlich ist die anarchistische Farce zutiefst zynisch und menschenverachtend – aber nur, weil die Gesellschaft, die sie karikiert, es ist.“

### Auszeichnungen
Oscarverleihung 2000
- Nominierung in der Kategorie „Bester Tonschnitt“ für Ren Klyce, Richard Hymns

Brit Awards 2000
- Nominierung in der Kategorie „Bester Soundtrack“

Empire Awards 2000
- Empire Award in der Kategorie „Beste britische Darstellerin“ für Helena Bonham Carter

MTV Movie Awards 2000
- Nominierung in der Kategorie „Beste Kampfszene“ für Edward Norton (für den Kampf gegen sich selbst im Büro seines Chefs)

Online Film Critics Society Awards 2000
- Nominierungen in den Kategorien „Bester Film“, „Bester Darsteller“ für Edward Norton, „Bester Regisseur“ für David Fincher, „Bester Filmschnitt“ für James Haygood und „Bestes adaptiertes Drehbuch“ für Jim Uhls

Online Film Critics Society Awards 2001
- OFCS-Award in den Kategorien „Beste DVD“, „Bester DVD-Kommentar“ und „Bestes Bonusmaterial auf einer DVD“

## Literatur

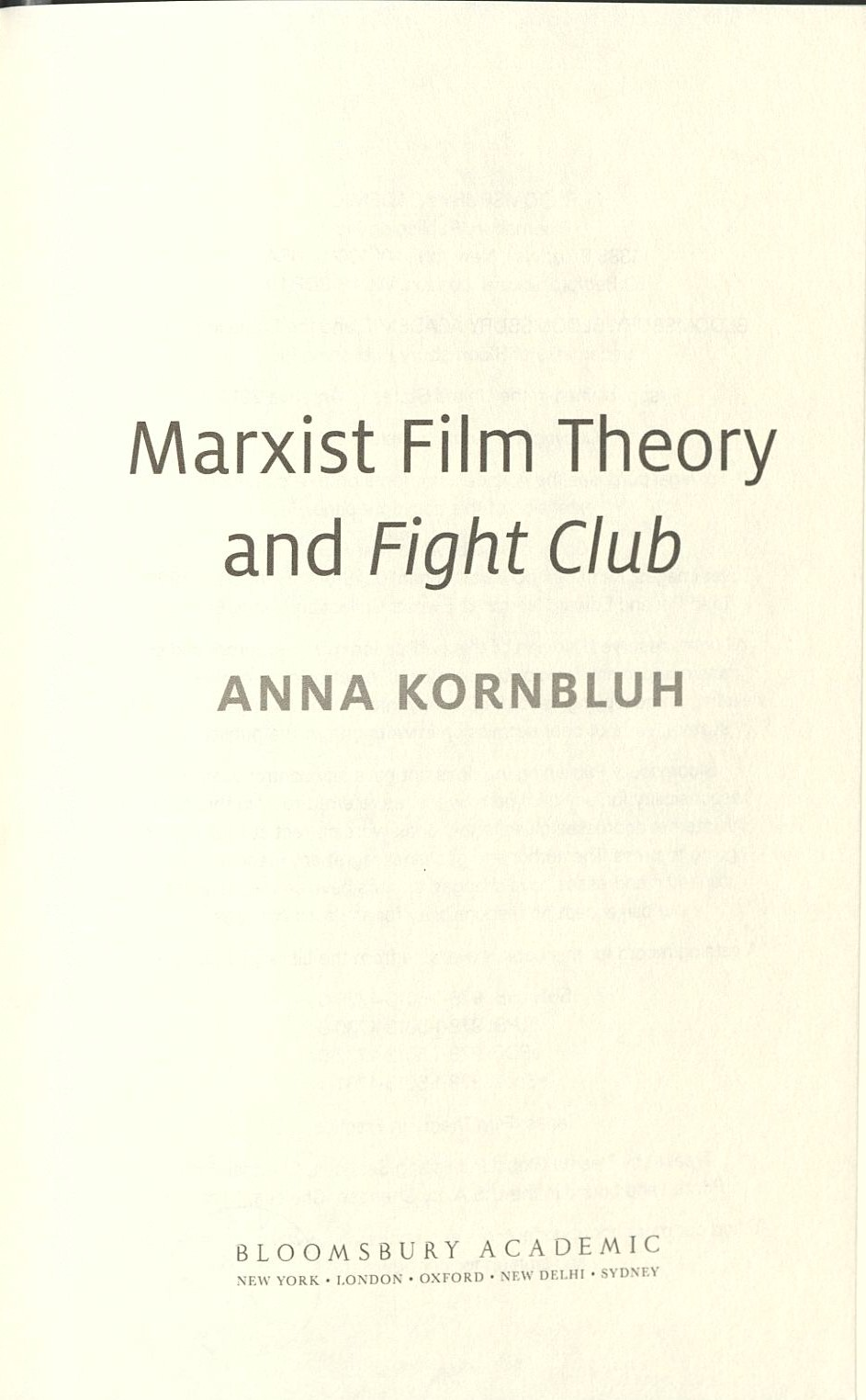
Anna Kornbluh (2019)